# Seč (Dél-plzeňi járás)
Seč település Csehországban, a Dél-plzeňi járásban. Seč Únětice, Chlum, Chocenice, Blovice, Letiny és Zdemyslice településekkel határos. Lakosainak száma 330 fő (2024. január 1.).

## Népesség
A település lakosságának változását az alábbi diagram mutatja:
| Lakosok száma | 336  | 289  | 322  | 234  | 268  | 284  | 302  | 306  | 318  | 330  |
|               | 1869 | 1890 | 1921 | 1950 | 1980 | 2001 | 2017 | 2019 | 2022 | 2024 |